# 互叶长蒴苣苔
互叶长蒴苣苔（学名：Didymocarpus aromatica）为苦苣苔科长蒴苣苔属下的一个种。